# ندلکووا گراشتیتسا
ندلکووا گراشتیتسا (به بلغاری: Nedelkova Grashtitsa) یک منطقهٔ مسکونی در بلغارستان است که در شهرستان نوستینو واقع شده‌است.